# Klas Lundström

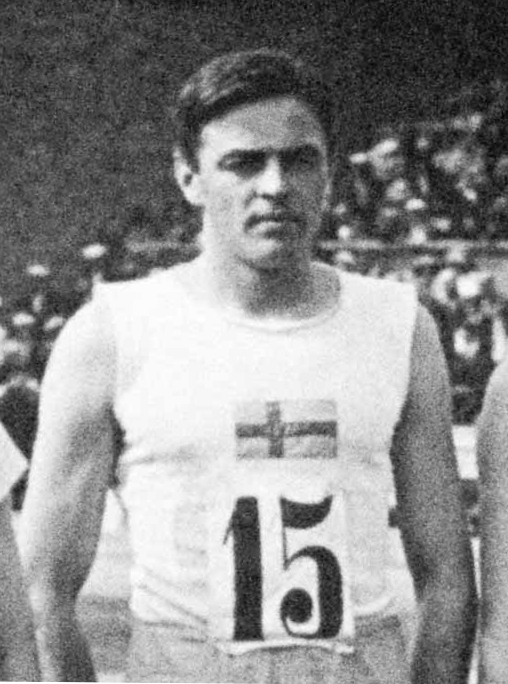
Klas Lundström bei den Olympischen Spielen 1912

Klas Lundström (Klas Julius Lundström; * 19. Februar 1889 in Piteå; † 26. März 1951 in Nacka) war ein schwedischer Langstreckenläufer.
Bei den Olympischen Spielen 1912 in Stockholm kam er im Crosslauf auf den 13. Platz und schied über 5000 m im Vorlauf aus.
1911 wurde er Schwedischer Meister über 10.000 m.

## Persönliche Bestzeiten
- 5000 m: 15:40,4 min, 3. Juni 1912, Stockholm
- 10.000 m: 33:26,4 min, 16. August 1911, Stockholm